# オーランス
オーランス（オルランスとも、英: Orlanth）は、『ルーンクエスト』の背景世界グローランサに登場する架空の神性。

## 概要
風の神々の長にして、ゼイヤラン文明圏の蛮族の男たちに主に信仰されているとされる（女性は通常オーランスの妻である大地の女神アーナールダ（Ernalda）を信仰する。女戦士はオーランスの相の一つであり、オーランスの娘ないしは姉妹とされるヴィンガ（Vinga）を信仰する者もある）。オーランスは風、移動、支配といった様々な要素を司る神で、それぞれの側面（相）が下級神としても信仰されている。
力と嵐の神ウーマス（Umath）を父とし、山の女神ケロフィン（Kero Fin）を母とする、ウーマスの最も年若の子とされ、ギリシア神話のウーラノス、クロノス、ゼウスのように、末子相続の形態を神話に残している。神話に曰く、彼はわずか5歳の時に、太陽の皇帝イェルム（Yelm）に踊りで挑戦し敗れるが、以後神代を通してイェルムとの競争関係を繰り広げていくことになる。世界に新たな力「死」がもたらされると、これを用いてオーランスはイェルムを殺害し、世界は暗黒に包まれてしまう。これを「小暗黒」（Lesser Darkness）と称する。世界を切り取るだけ切り取って神々の王となったオーランスはその後、三度に渡り、邪悪な神々の嘆願を受け入れる過ちを犯し、「大暗黒」（Great Darkness）をも招いてしまう。
この後、「化け物を生み出す種は己が招いたのだから、己が正さねばならぬ」として、彼は「光持ち帰りしものたち」（Lightbringers）と呼ばれる仲間たちとともに世界を救う地界への探索行に赴くことになり、これがグローランサの世界の冒険者の祖形ともなっている。この自己責任の哲学は彼を信奉する蛮族たちの人生観でもある。

## オーランス神殿の神々

### 神々の評議会
ランカー・マイ（Lankhor Mhy）
長老、法律の神、光持ち帰りし者たちの一柱でもある。
アーナールダ（Ernalda）
主神オーランスの妻、女性の神
エルマル（Elmal）
光の神。オーランスの近侍。イェルムの息子イェルマリオ（Yelmalio）への信仰はこの神の信仰を元に新たに作り出されたものともされる。

### 光持ち帰りしものたち（ライトブリンガーズ）
オーランスを筆頭とする太陽神イェルムの黄泉帰りを成し遂げた七柱の神。
ランカー・マイ（Lankhor Mhy）
知識の神。殺された恋人「知識の光」（Light of Knowledge）を求めて地界に赴く。
イサリーズ（Issaries）
交易の神。「コミュニケーションの光」（Light of Communication）を欲していた。
チャラーナ・アローイ（Chalana Arroy）
治癒と慈愛の女神。自分でも癒せぬ傷である「死」を癒す方法を求めていた。
ユールマル（Eurmal）
道化師、トリックスターの神。平穏なときに騒動を巻き起こす厄介者だが、世界を滅亡から救うために役立ったこともないわけではない。
肉体を持つ男（Flesh Man）
定命の人間だったが余りに多くの死を目の当たりにし、気がふれていた。ライトブリンガーズが地獄で道に迷ったとき、狂人である彼の後に従い、死せるイェルムの下に到達できた。「定命の祖父」（Grandfather Mortal）の孫にして、その死の唯一の目撃者。最初に作られた「ヒト」。
ギーナ・ジャー（Ginna Jar）
ライトブリンガーズの一柱とされるも、その詳細は不明。ライトブリンガーズにとってのワイター（部族や集団の守護霊）であるとされる。

### オーランスの親族
フマクト（Humakt）
剣士の神。死と戦争の神でもある。もともとは北風をつかさどるオーランスの兄神だったが、オーランスによる「死」の盗難と「死」を振るっての太陽神殺害に怒り、また恥じて嵐の神々と義絶し、中立の神となった。その高潔さにより今なお、信義に篤い戦士・傭兵の神として根強い人気を誇る。
ウロックス（Urox）
嵐の雄牛（ストームブル）。砂漠の嵐の神でもあり狂暴で厄介な神だが、邪悪な混沌をいつの日か駆逐することを目的とする、世界の守護者でもある。
ヴィンガ（Vinga）
女冒険者の守護女神。
雷鳴の兄弟（Thunder Brothers）
オーランスの息子たちの総称。オーランスの持つ権能を下級神として補助する。
ヴェイドラス（Vadrus）
暴風雨のもたらす被害を体現する神。オーランスの兄。大暗黒期に混沌神によって殺害され現存しないが、彼の子孫、配下のヴェイドリュディと呼ばれる神々は破壊を欲する戦乱の中で崇められ、あるいは悪天候の被害を抑えるためになだめすかされる“荒ぶる神”として知られる。冬の厳しさ、吹雪をつかさどるヴァリンド、イェルムの妾となって旱魃のダーガを生んだ凪の女神モラーニなどが代表的なヴェイドリュディである。

## 敵対する神々
シェペルカート（Shepelkirt）
赤の女神として知られる、赤い月の女神。混沌神。啓発という独自の教えで言葉巧みに信者の精神を腐らせ、混沌が再び世界に攻め入る橋頭堡を着々と築きつつある。シェペルカートとはその悪辣さを皮肉った命名でゼイヤラン語で「毒の血」を意味する。ルナー帝国の守護神にして、赤の皇帝の母。
セッド（Thed）
略奪と暴行の女神。不浄の三神の一人。混沌神。かつてオーランスの血族がこの女神に対して暴行を働いた代償に、オーランスに公正な裁きを求め、暴行の女神としての地位を認めさせた。彼女の息子達、ブルーは今でも混沌の尖兵として世界を荒らしまわっている。
マリア（Mallia）
病の女神。不浄の三神の一。混沌神。ブルー族に寵愛厚く彼らは世界中にマリアの疫病を蔓延させる代わりにいかなる病魔からも守護されている。